# Береги, Дора
Доротея Бергер (нем. Dorothea Berger; 8 августа 1915, Будапешт — 8 февраля 2011, Сидней), сменившая имя и фамилию на Дора Береги (венг. Beregi Dóra), а затем на Дора Бергер (англ. Dora Berger) — венгерская, английская и австралийская спортсменка, игрок в настольный теннис, призёр чемпионатов мира. 

## Биография
Родилась в 1915 году в Будапеште. По национальности — еврейка. Из-за царивших в то время в обществе антисемитских настроений, сменила имя и фамилию на более похожие на венгерские. В 1937 году стала чемпионкой Венгрии в парном и смешанном разрядах, а также приняла участие в чемпионате мира, но неудачно. В 1938 году стала серебряным призёром чемпионата мира.
В 1939 году, опасаясь за свою жизнь, эмигрировала в Великобританию, где вернула себе прежнюю фамилию, а в 1941 году вышла замуж за Гарри Девенни (Harry Devenny) и приняла английское подданство. На чемпионате мира 1948 года стала обладательницей золотой, серебряной и бронзовой медали, на чемпионате мира 1950 года — золотой и бронзовой медалей.
В 1950 году эмигрировала в Австралию.